# William Kenndal
William Kenndal (4 aprile 1996) è un calciatore svedese, centrocampista dell'Örgryte.

## Carriera
Cresciuto nel settore giovanile del Qviding, debutta in prima squadra il 5 maggio 2013, disputando l'incontro di Division 1 perso per 1-3 contro il FC Trollhättan. Negli anni successivi gioca nella terza divisione svedese, dividendosi con le maglie di Qviding, Sollentuna FK, Utsiktens BK e Lindome GIF.
Il 16 dicembre 2020 viene acquistato dall'IFK Värnamo, formazione militante in Superettan. Con i biancoblù si rende tra i protagonisti della prima storica promozione nella massima serie svedese, giocando titolare in gran parte delle occasioni. Il 3 aprile 2022 ha esordito nell'Allsvenskan, disputando l'incontro perso per 2-1 contro l'IFK Göteborg. La sua prima annata personale in Allsvenskan si conclude con 29 presenze su 30 giornate di campionato, 22 delle quali partendo dal primo minuto. Dopo un'Allsvenskan 2023 in cui Kenndal rimane a lungo infortunato tanto da collezionare solo una presenza e una prima parte di Allsvenskan 2024 in cui, stando alle parole del giocatore, il nuovo tecnico Anes Mravac gli avrebbe comunicato che il suo spazio sarebbe stato poco a prescindere, il centrocampista ad agosto intorno a metà campionato (con sole quattro presenze all'attivo) ottiene la rescissione contrattuale.
Pochi giorni più tardi, il 19 agosto 2024, si accasa a parametro zero all'Örgryte, società impegnata nella seconda serie nazionale.

## Statistiche

### Presenze e reti nei club
Statistiche aggiornate al 16 ottobre 2022.
| Stagione        | Squadra         | Campionato      | Campionato | Campionato | Coppe nazionali | Coppe nazionali | Coppe nazionali | Coppe continentali | Coppe continentali | Coppe continentali | Altre coppe | Altre coppe | Altre coppe | Totale | Totale |
| Stagione        | Squadra         | Comp            | Pres       | Reti       | Comp            | Pres            | Reti            | Comp               | Pres               | Reti               | Comp        | Pres        | Reti        | Pres   | Reti   |
| --------------- | --------------- | --------------- | ---------- | ---------- | --------------- | --------------- | --------------- | ------------------ | ------------------ | ------------------ | ----------- | ----------- | ----------- | ------ | ------ |
| 2013            | Qviding         | D1              | 10         | 0          | CS              | 1               | 0               |                    | -                  | -                  |             | -           | -           | 11     | 0      |
| 2014            | Qviding         | D1              | 18         | 1          |                 | -               | -               |                    | -                  | -                  |             | -           | -           | 18     | 1      |
| 2015            | Qviding         | D1              | 10         | 0          |                 | -               | -               |                    | -                  | -                  |             | -           | -           | 10     | 0      |
| 2016            | Qviding         | D1              | 18         | 1          | CS              | 1               | 0               |                    | -                  | -                  |             | -           | -           | 19     | 1      |
| 2017            | Qviding         | D1              | 23         | 4          |                 | -               | -               |                    | -                  | -                  |             | -           | -           | 23     | 4      |
| Totale Qviding  | Totale Qviding  | Totale Qviding  | 79         | 6          |                 | 2               | 0               |                    | -                  | -                  |             | -           | -           | 81     | 6      |
| 2018            | Sollentuna FK   | D1              | 28         | 2          | CS              | 1               | 0               |                    | -                  | -                  |             | -           | -           | 29     | 2      |
| 2019            | Utsiktens BK    | D1              | 27         | 1          | CS              | 2               | 0               |                    | -                  | -                  |             | -           | -           | 29     | 1      |
| 2020            | Lindome GIF     | E               | 27         | 2          | CS              | 1               | 0               |                    | -                  | -                  |             | -           | -           | 28     | 2      |
| 2021            | IFK Värnamo     | S1              | 27         | 0          | CS              | 1               | 0               |                    | -                  | -                  |             | -           | -           | 28     | 0      |
| 2022            | IFK Värnamo     | A               | 25         | 0          | CS              | 3               | 0               |                    | -                  | -                  |             | -           | -           | 28     | 0      |
| Totale carriera | Totale carriera | Totale carriera | 213        | 11         |                 | 10              | 0               |                    | -                  | -                  |             | -           | -           | 223    | 11     |

## Palmarès

### Club

#### Competizioni nazionali
- Superettan: 1

IFK Värnamo: 2021